# Zōī Dīmītrakou
Zōī Dīmītrakou (in greco Ζωή Δημητράκου?; Salonicco, 25 maggio 1987) è un'ex cestista greca.

## Carriera
Con la Grecia ha disputato i Campionati mondiali del 2010 e tre edizioni dei Campionati europei (2009, 2011, 2015).